# David Koven
David Koven, né David Cohen le 30 décembre 1955 à Oujda au Maroc, est un chanteur français de variété.

## Carrière
David Cohen débarque en France en 1962, à Marseille, puis à Paris. Son oreille musicale se tourne très vite vers l’Amérique de la musique soul façon Tamla Motown et le Brésil version bossa nova.
David « Koven », comme il s’est surnommé pour la scène, a vendu 4 millions d’albums dans le monde depuis son premier succès de 1982, Samba Maria
Sa carrière a débuté dans les années 1980 et son style a oscillé entre les musiques latino-américaines et brésiliennes, avec des titres comme Samba Maria et Afrique, le funk et la musique soul avec des singles comme Marvin en hommage à Marvin Gaye et Bord à bord. En 1989, il a participé aux chansons collectives Liban et Pour toi Arménie.
En 1997, il s'installe à Los Angeles et se met à collaborer avec le producteur et chanteur Dave Cochrane. Un an plus tard, sous le nom Double Dave, ils publient In The Box, un album en anglais.
En 2003, la firme EMI France rompt son contrat. En 2005, il revient à son activité artistique par une série de concerts et l’enregistrement d'un album Koven is Back dont la majorité des textes est écrite par Michel Deshays. Sur cet album, il fait un duo avec l'animatrice télévisée Laurence Boccolini sur Un autre moi même.
En 2007, un grave accident de moto l'éloigne de la musique durant trois ans. Il sort un nouvel album en 2012, intitulé Jazz Mood.
David Koven a aussi collaboré à des réalisations artistiques avec d'autres artistes, notamment en travaillant à l'écriture de plusieurs chansons de l'album Élie Semoun chanteur, premier album solo de l'humoriste Élie Semoun. [réf. nécessaire]

## Discographie

### Albums
- 1983 : Jade (renommé Samba Maria en 1989)
- 1985 : Été torride
- 1988 : Soul
- 1991 : David Koven
- 1993 : Changer d'air
- 1996 : Nouveau Monde
- 1998 : In the Box (produit avec Dave Cochrane, sous le nom de Double Dave)
- 2006 : Koven Is Back
- 2012 : Jazz Mood

### Singles
- 1983 : Samba Maria
- 1983 : Charlie turquoise
- 1985 : American Dream
- 1985 : Afrique
- 1986 : Ne me dis rien
- 1987 : Été torride
- 1988 : Marvin (hommage à Marvin Gaye)
- 1988 : Besoin de musique (single promotionnel)
- 1989 : Elle danse
- 1991 : Petit Frère / Solitude à deux
- 1991 : Bord à bord
- 1993 : Changer d'air
- 1993 : Amélie
- 1996 : Le Sel

### Compilations
- 1994 : Si c'était à refaire
- 2003 : L'Essentiel